# Supaul

Stadens och distriktets läge i Bihar.

Supaul är en stad i den indiska delstaten Bihar, och är huvudort för ett distrikt med samma namn. Folkmängden uppgick till 65 437 invånare vid folkräkningen 2011.